# Base de la Fuerza Aérea Cannon
La Base de la Fuerza Aérea Cannon (en inglés: Cannon Air Force Base, abreviada Cannon AFB) es una base de la Fuerza Aérea de los Estados Unidos ubicada aproximadamente a 11 km al sur de Clovis, Nuevo México. Está bajo la jurisdicción del Comando de Operaciones Especiales de la Fuerza Aérea.
También es un lugar designado por el censo ubicado en el condado de Curry en el estado estadounidense de Nuevo México. En el Censo de 2010 tenía una población de 2245 habitantes y una densidad poblacional de 147,77 personas por km².

## Geografía
Cannon AFB se encuentra ubicado en las coordenadas 34°23′2″N 103°19′5″O / 34.38389, -103.31806. Según la Oficina del Censo de los Estados Unidos, Cannon AFB tiene una superficie total de 15.19 km², de la cual 15.01 km² corresponden a tierra firme y (1.18%) 0.18 km² es agua.

## Demografía
Según el censo de 2010, había 2245 personas residiendo en Cannon AFB. La densidad de población era de 147,77 hab./km². De los 2245 habitantes, Cannon AFB estaba compuesto por el 72.12% blancos, el 12.96% eran afroamericanos, el 1.34% eran amerindios, el 2.58% eran asiáticos, el 0.18% eran isleños del Pacífico, el 4.14% eran de otras razas y el 6.68% pertenecían a dos o más razas. Del total de la población el 15.06% eran hispanos o latinos de cualquier raza.